# Камакануры
Камакануры (мар. Камаканыр) — деревня в Горномарийском районе республики Марий Эл. Расположена в 3 км от села Еласы на притоке Большой Юнги речке Когоангер.
Территориально входит в состав Еласовского сельского поселения.
Первое письменное упоминание о деревне относится к 1859 году.
Камакануры — родина Героя Советского Союза Ф. Г. Радугина
По состоянию на 1 января 2001 года в деревне Камакануры имелось 19 дворов, из них 8 пустующих. Численность населения — 22 человека: 10 мужчин и 12 женщин.